# Chiesa di San Martino (La Morra)
La chiesa di San Martino è un edificio religioso che si trova a La Morra nelle Langhe. È stata edificata nel 1699.
È una testimonianza dell'attività architettonica di Michelangelo Garove (1650-1713), il cui compito fu comporre su uno spazio pubblico, in posizione elevata sul borgo, un edificio sacro.
All'interno vi è una pala, posta sull'altare maggiore, rappresentante la Madonna con Bambino e i santi Martino e Crispino di Giovanni Carlo Aliberti (1715).
È la prima chiesa edificata in territorio lamorrese.

## Storia

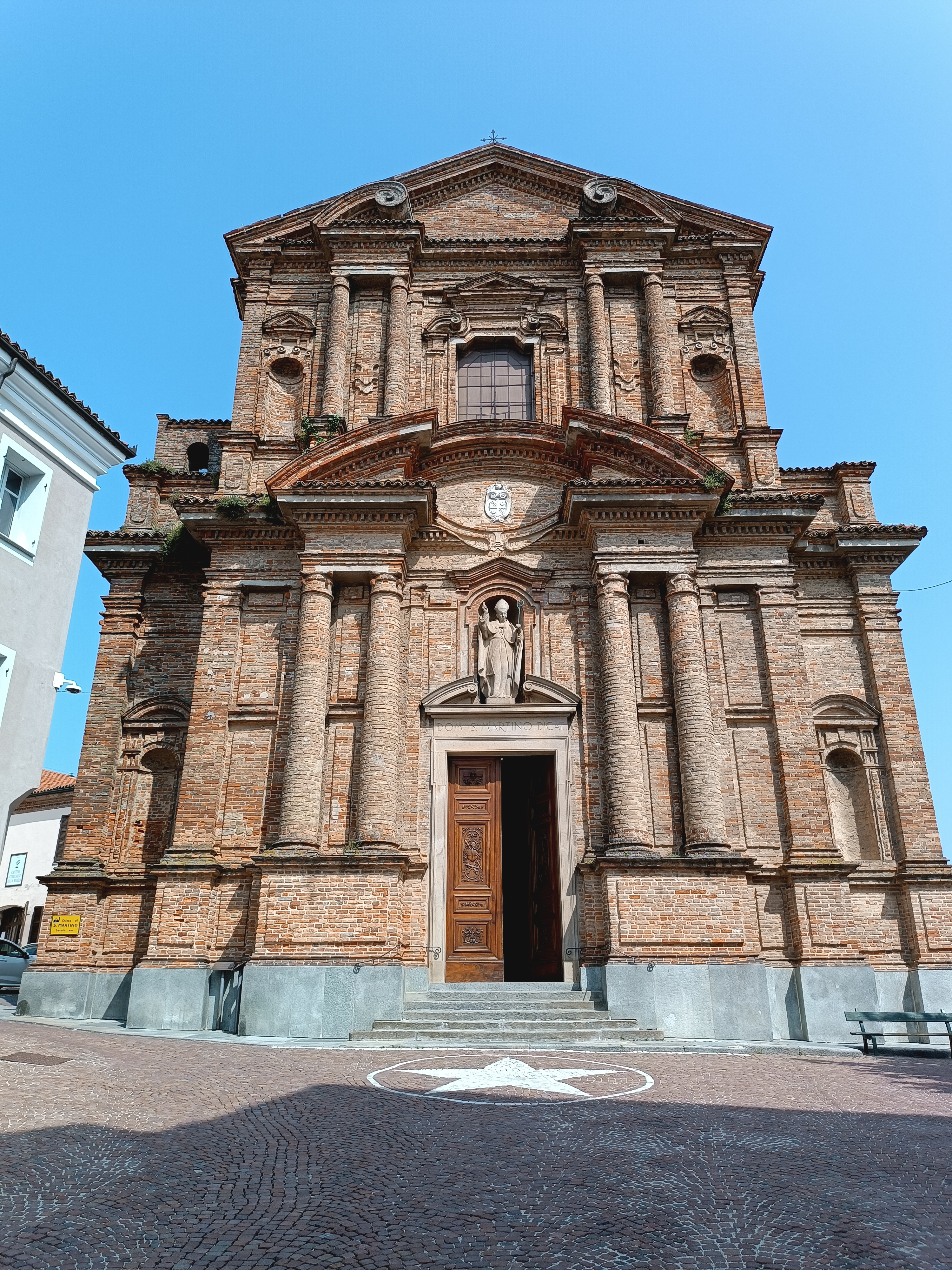
Facciata della Chiesa

La parrocchiale di San Martino è stata iniziata nel 1684 e completata nel 1695. Più tardi, nel 1713, venne costruita la casa canonica che si affaccia sulla piazzetta della chiesa e comunica con il presbiterio attraverso la sacrestia. La canonica ed il sacro edificio vennero costruiti a spese della comunità, mentre l'altare maggiore fu eretto grazie ai finanziamenti di un certo “Messer Bartolomeo Mascarello”, come risulta da un'iscrizione sistemata su di esso.
  Nel 1865 vennero stanziati dei fondi per interventi sulle pitture e sul pavimento:  ma il Sottoprefetto, causa preventivo troppo alto e dichiarando la non urgenza dei lavori, non concesse l'autorizzazione a procedere. Nel 1868 il Consiglio comunale incaricò il consigliere Barberis di effettuare un sopralluogo per verificare l'urgenza delle richieste. Dopo la visita in parrocchia iniziarono i lavori, i quali vennero eseguiti sotto la direzione dell'Arciprete e furono completati l'anno successivo. Il tecnico comunale Costamagna sentì la necessità di eseguire altri restauri.  In quell'occasione si decise pure di intervenire sui dipinti delle volte delle cappelle laterali e su quelli della navata centrale. Vennero inoltre rappezzati gli stucchi e gli ornati nelle cappelle laterali; “ ridotti allo stato di perfezione gli ornati e le mensole del corpo intermedio”.  Successivamente furono ampliate le aperture delle fiancate ed effettuate riparazioni interne a cornici, intonaci e stucchi.
 L'11 gennaio 1874 un incendio arrecò gravi danni all'edificio: gran parte degli arredi, come ad esempio la tribuna e l'organo, furono danneggiati e distrutti dalle fiamme. Nonostante i gravi danni, in breve tempo venne restaurata e resa fruibile per la comunità parrocchiale. Il pittore Luigi Morgari ricevette l'incarico di eseguire le attuali pitture (1879-1880) della volta della navata centrale ed altri ritocchi.